# جوناس دالبيرغ
جوناس دالبيرغ (بالسويدية: Jonas Dahlberg)‏ هو فنان سويدي، ولد في 1970 في اوديفالا ‏ في السويد.

## وصلات خارجية
- الموقع الرسمي